# Kenkō zenrakei suieibu umishō
Kenkō zenrakei suieibu umishō (ケンコー全裸系水泳部 ウミショー?) è un manga scritto e disegnato da Mitsuru Hattori e pubblicato in Giappone dalla Kōdansha su Weekly Shōnen Magazine a partire dal 2005. L'ultimo tankōbon è stato il nono, pubblicato nel 2008.
Dal 4 luglio 2007 al 26 settembre 2007 la serie è stata adattata in un anime di 13 episodi, prodotto dallo studio Artland.

## Trama
La serie si svolge in una scuola superiore, la Umishō (abbreviazione di Kenritsu Umineko Shōgyō Kōtō Gakkō (県立海猫商業高等学校?)), nell'isola di Itoguchi a Umineko, nella prefettura di Kanagawa. Tutto inizia con l'arrivo di una nuova studentessa da Okinawa, Amuro Ninagawa, che successivamente si unisce anche al club di nuoto, dove incontra il manager, Kaname Okiura. Il ragazzo ha però l'impressione di averla già incontrata precedentemente.
L'isola nella quale si svolge la storia è presa dall'isola reale di Enoshima a Fujisawa.

## Volumi
| Nº | Data di prima pubblicazione | Data di prima pubblicazione | Data di prima pubblicazione |
| Nº | Giapponese                  | Giapponese                  |                             |
| -- | --------------------------- | --------------------------- | --------------------------- |
| 1  | 13 gennaio 2006             | ISBN 4-06-363618-6          |                             |
| 2  | 13 aprile 2006              | ISBN 4-06-363662-3          |                             |
| 3  | 17 agosto 2006              | ISBN 4-06-363710-7          |                             |
| 4  | 15 dicembre 2006            | ISBN 4-06-363764-6          |                             |
| 5  | 17 aprile 2007              | ISBN 978-4-06-363820-2      |                             |
| 6  | 17 luglio 2007              | ISBN 978-4-06-363855-4      |                             |
| 7  | 17 ottobre 2007             | ISBN 978-4-06-363902-5      |                             |
| 8  | 17 marzo 2008               | ISBN 978-4-06-363966-7      |                             |
| 9  | 17 giugno 2008              | ISBN 978-4-06-362114-3      |                             |

## Anime

La squadra di nuoto dell'Umisho al completo

La serie è stata adattata in un anime a partire dal 4 luglio 2007, e trasmesso in Giappone sulla Chiba TV, la Tokyo MX, e molte altre stazioni. Prodotto dalla Artland, è stato diretto da Kōichirō Sōtome e scritto da Mamiko Ikeda.

### Episodi
| Nº | Titolo italiano (tradotto) Giapponese 「Kanji」 - Rōmaji                                  | In onda           | In onda |
| Nº | Titolo italiano (tradotto) Giapponese 「Kanji」 - Rōmaji                                  | Giapponese        |         |
| 1  | Churaumi! 「ちゅらうみっ!」 - Churaumi!                                                   | 4 luglio 2007     |         |
| 2  | Io... Potrei essere... interessata... 「興味････ある･･かも･･･」 - Kyōmi... Aru... Kamo... | 11 luglio 2007    |         |
| 3  | Vi farò vedere io!! 「見せる!!!」 - Miseru!                                               | 18 luglio 2007    |         |
| 4  | Voglio farvi vedere 「見せてあげるんだから」 - Misete Agerunda kara                       | 25 luglio 2007    |         |
| 5  | Vuoi anche le mie? 「あたしのもほしい」 - Atashi no mo hoshii                             | 1º agosto 2007    |         |
| 6  | No! 「めっ!」 - Me!                                                                       | 8 agosto 2007     |         |
| 7  | Maledizione 「呪い」 - Noroi                                                              | 15 agosto 2007    |         |
| 8  | Guardate per bene 「よ～く見てなさい」 - Yo~ku Mitenasai                                  | 22 agosto 2007    |         |
| 9  | Aiutami a dimenticare... 「忘れさせて…」 - Wasuresasete...                                | 29 agosto 2007    |         |
| 10 | Nyuu Nyuu? 「にゅうにゅう?」 - Nyū Nyū?                                                   | 5 settembre 2007  |         |
| 11 | Possibile che... 「まさかの････」 - Masaka no...                                          | 12 settembre 2007 |         |
| 12 | Oma Oma 「おまっおま～♪」 - Oma Oma~                                                      | 19 settembre 2007 |         |
| 13 | Sirena 「人魚」 - Ningyo                                                                  | 26 settembre 2007 |         |

### Colonna sonora
- Sigla di apertura: "Dolphin☆Jet"

Testo e composizione: Chiyomura Shikura
Accordo: Kōji Ueno
Cantante: Ayane
- Sigla di chiusura: "Splash Blue ~ Sun and Lemonade" (Splash BLUE～太陽とレモネード?, Splash BLUE ~ Taiyō to Remonēdo)

Testo e composizione: Urara Takai
Accordo: Kōji Ueno
Cantante: Ayumi Murata